# Rivière de la Bouteillerie
Pour les articles homonymes, voir Bouteillerie.
La rivière de la Bouteillerie est affluent de la rive est de la rivière Saint-Denis (rivière Kamouraska) laquelle se déverse sur la rive sud-est de la rivière Kamouraska ; cette dernière se déverse sur la rive sud du fleuve Saint-Laurent à deux km à l’est du centre du village de Kamouraska (municipalité).
La rivière de la Bouteillerie coule sur la Côte-du-Sud dans les municipalités de Mont-Carmel et Saint-Bruno-de-Kamouraska, dans la municipalité régionale de comté (MRC) de Kamouraska, dans la région administrative du Bas-Saint-Laurent, dans la province de Québec, au Canada.

## Géographie
Tirant sa source d'une zone de marais (longueur : 0,8 km ; largeur : 0,6 ; altitude : 324 m) dans la municipalité de Mont-Carmel, ce cours d'eau coule généralement vers le nord. Cette source est située au cœur des Monts Notre-Dame, à 19,9 km à l'est du littoral sud du fleuve Saint-Laurent, à 9,7 km au sud du centre du village de Saint-Gabriel-de-Kamouraska et à 12,4 km à l'est du centre du village de Saint-Gabriel-de-Kamouraska.
À partir de sa source, la rivière de la Bouteillerie coule sur 13,7 km entièrement en zone forestière, répartis selon les segments suivants :
- 1,9 km vers le nord dans Mont-Carmel, jusqu'à la route 287 ;
- 5,7 km vers le nord, jusqu'à la limite de Saint-Bruno-de-Kamouraska ;
- 3,5 km vers le nord, jusqu'à une route ;
- 2,1 km vers le nord, jusqu'à une route ;
- 0,5 km vers le nord-ouest en contournant le village de Saint-Bruno-de-Kamouraska, jusqu'à sa confluence.

Cette confluence est située du côté nord du village de Saint-Bruno-de-Kamouraska, soit à 12,6 km à l'est du littoral sud de l'estuaire du Saint-Laurent.

## Toponymie
Le toponyme « rivière de la Bouteillerie » évoque l'œuvre de vie de Jean-Baptiste-François Deschamps de la Bouteillerie, seigneur de la Rivière-Ouelle, baptisé en 1646 à Cliponville, fils de Jean Deschamps (seigneur de Costecoste, de Montaubert et des Landres) et d’Élisabeth Debin, inhumé le 16 décembre 1703 à la Rivière-Ouelle. Son titre de « La Bouteillerie » provient de son aïeule paternelle, Suzanne La Bouteiller, dame de La Bouteillerie.
Ce toponyme de rivière est dérivé de la paroisse de Saint-Denis-De La Bouteillerie, situé plus près du fleuve Saint-Laurent.
Le toponyme « rivière de la Bouteillerie » ne figure pas spécifiquement sur le site Internet de la Commission de toponymie du Québec.